# GAL (ген)
GAL (англ. Galanin and GMAP prepropeptide) – білок, який кодується однойменним геном, розташованим у людей на короткому плечі 11-ї хромосоми. Довжина поліпептидного ланцюга білка становить 123 амінокислот, а молекулярна маса — 13 302.
| 10         |  | 20         |  | 30         |  | 40         |  | 50         |
| ---------- |  | ---------- |  | ---------- |  | ---------- |  | ---------- |
| MARGSALLLA |  | SLLLAAALSA |  | SAGLWSPAKE |  | KRGWTLNSAG |  | YLLGPHAVGN |
| HRSFSDKNGL |  | TSKRELRPED |  | DMKPGSFDRS |  | IPENNIMRTI |  | IEFLSFLHLK |
| EAGALDRLLD |  | LPAAASSEDI |  | ERS        |  |            |  |            |

A: Аланін

D: Аспарагінова кислота

E: Глутамінова кислота

F: Фенілаланін

G: Гліцин

H: Гістидин

I: Ізолейцин

K: Лізин

L: Лейцин

M: Метіонін

N: Аспарагін

P: Пролін

R: Аргінін

S: Серин

T: Треонін

V: Валін

W: Триптофан

Кодований геном білок за функціями належить до гормонів, фосфопротеїнів. 
Секретований назовні.